# Detenido desaparecido

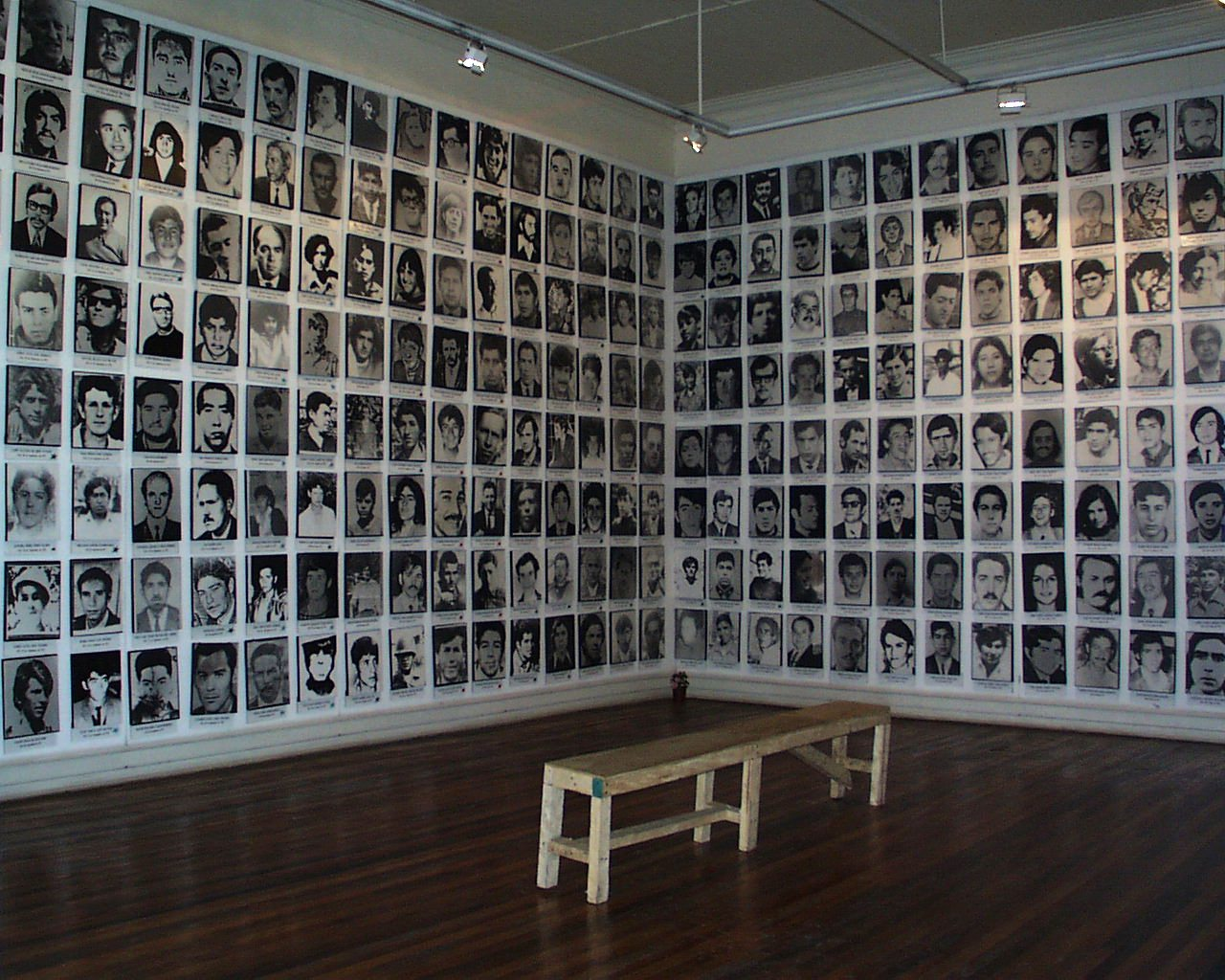
Fotografías de personas desaparecidas tras el golpe de Estado del 11 de septiembre de 1973 en Chile.

Detenido desaparecido o detenidos desaparecidos (DD. DD.) es el apelativo que comúnmente se empla en los países de América Latina para referirse a las víctimas de secuestros, usualmente conducidas a centros clandestinos de detención y tortura, y de crímenes de desaparición forzada, cometidos por diversas dictaduras militares autoritarias durante las décadas de 1970 y 1980, y reconocidos oficialmente, entre otros, por los gobiernos de Argentina (1984) y Chile (1991).

## Origen

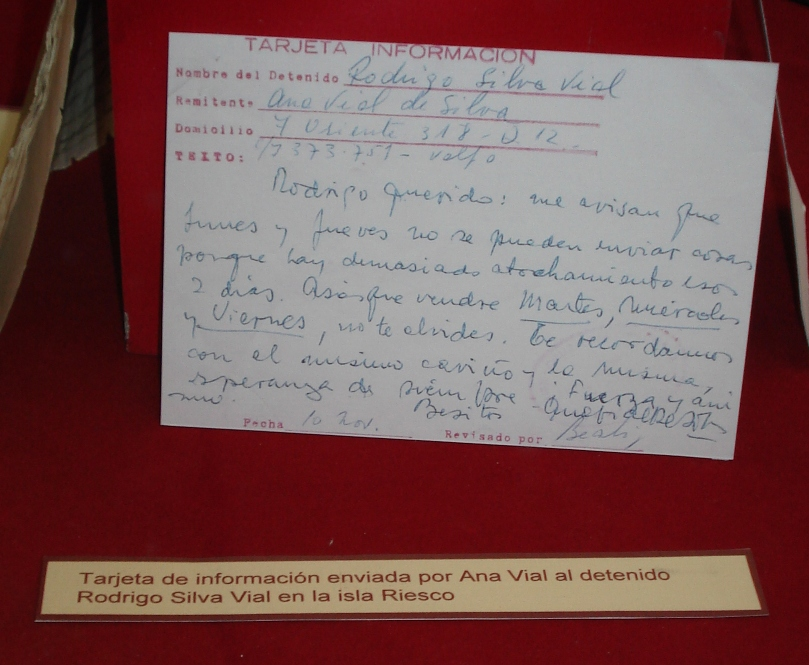
Tarjeta informativa de un detenido desaparecido chileno durante la dictadura militar de Augusto Pinochet Ugarte.

Se estima que la aparición simultánea y masiva de esta práctica en diversos países se derivó del entrenamiento común recibido por parte de los encargados de la represión en una institución ubicada en Panamá llamada Escuela de las Américas, dependiente del gobierno de los Estados Unidos. Antecedentes de las eliminaciones y desapariciones forzadas de prisioneros políticos se encuentran en la dictadura hitleriana que emitió una ordenanza (el Decreto Nacht und Nebel, Noche y Niebla) aplicable a los "Commandos" ingleses capturados los que eran ejecutados sumariamente y sin que quedara registros de su captura y ejecución.  Esta práctica fue sistematizada por paracaidistas y legionarios (inclusive exsoldados nazis integrantes de la Legión Extranjera) en las  guerras de Indochina y Argelia, y posteriormente recogida por los militares norteamericanos e integrantes de la CIA capacitados por instructores francesas veteranos de las guerras colonialistas.

## Práctica

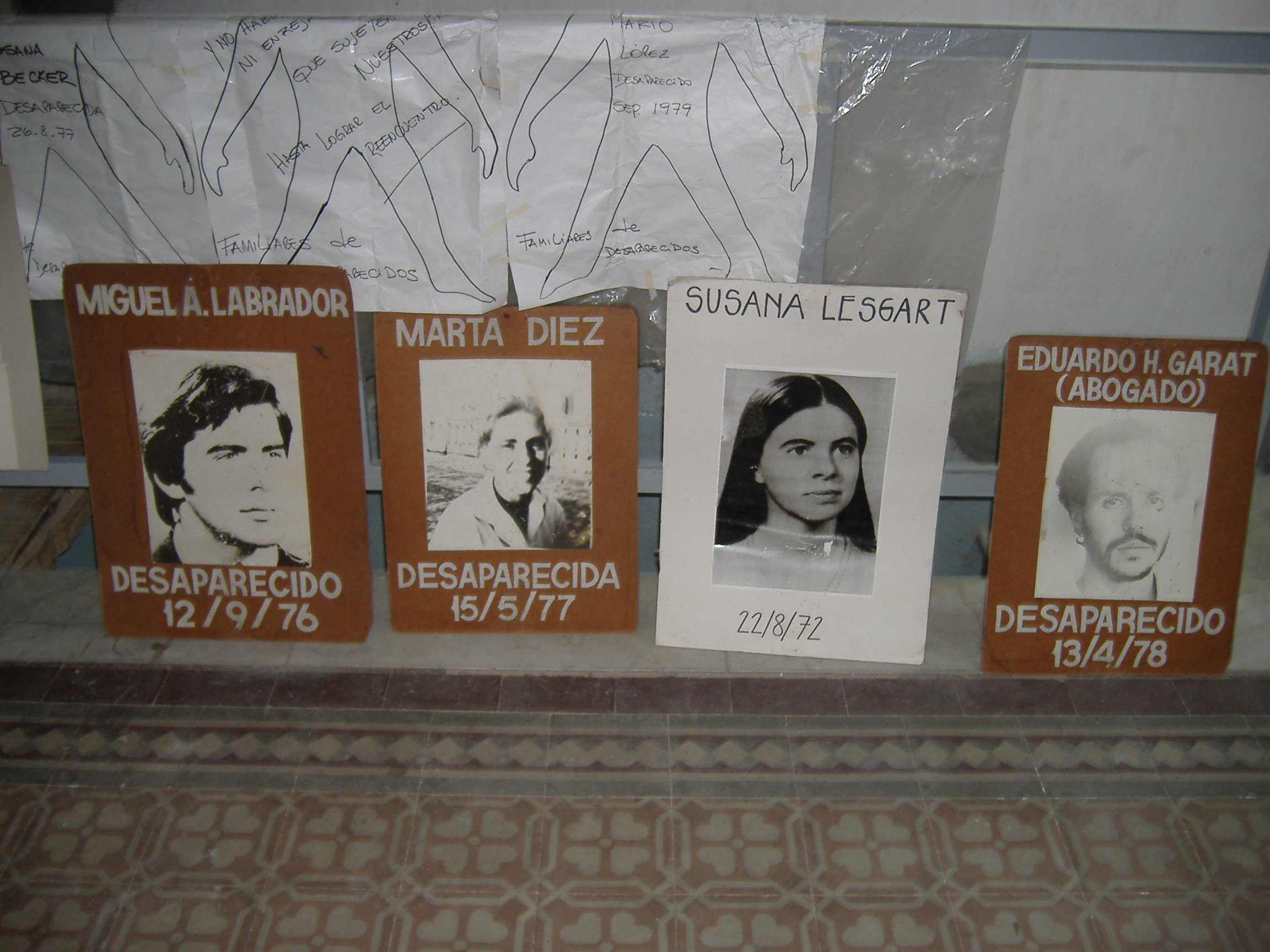
Fotografías de tres detenidos desaparecidos en un antiguo centro de detención ilegal en Rosario, Argentina.

El primer paso de este método consistió, a grandes rasgos, en el apresamiento de las víctimas por parte de órganos de la fuerza pública, grupos encubiertos de policía secreta o paramilitares que contaban con el apoyo oficial. En ocasiones, el arresto se realizaba con cierta formalidad; en otras, revestía la apariencia y brutalidad de un secuestro. 
Una vez apresada, la víctima era normalmente sometida a sesiones de tormentos físicos y psicológicos, mientras que los canales oficiales de información negaban a parientes y personas cercanas tener conocimiento del destino o paradero de la persona. Los «detenidos señalaban a completos desconocidos por proteger a sus compañeros. Esperaban que los interrogadores determinarían rápidamente su inocencia, aunque, a menudo, lo que sucedía era justo lo contrario: los detenidos no podían facilitarles ninguna información porque no tenían ninguna información que ofrecer, lo que provocaba aún mayores torturas». Finalmente, el prisionero era asesinado, y su cadáver sepultado clandestinamente. En algunos casos, los secuestrados sobrevivieron y son considerados «ex-detenidos desaparecidos».
El ocultamiento del cadáver se efectuó, en muchas ocasiones, con apoyo de medios aéreos, como aviones y helicópteros, desde los que los cuerpos eran lanzados al mar o a zonas inaccesibles.

## Consecuencias

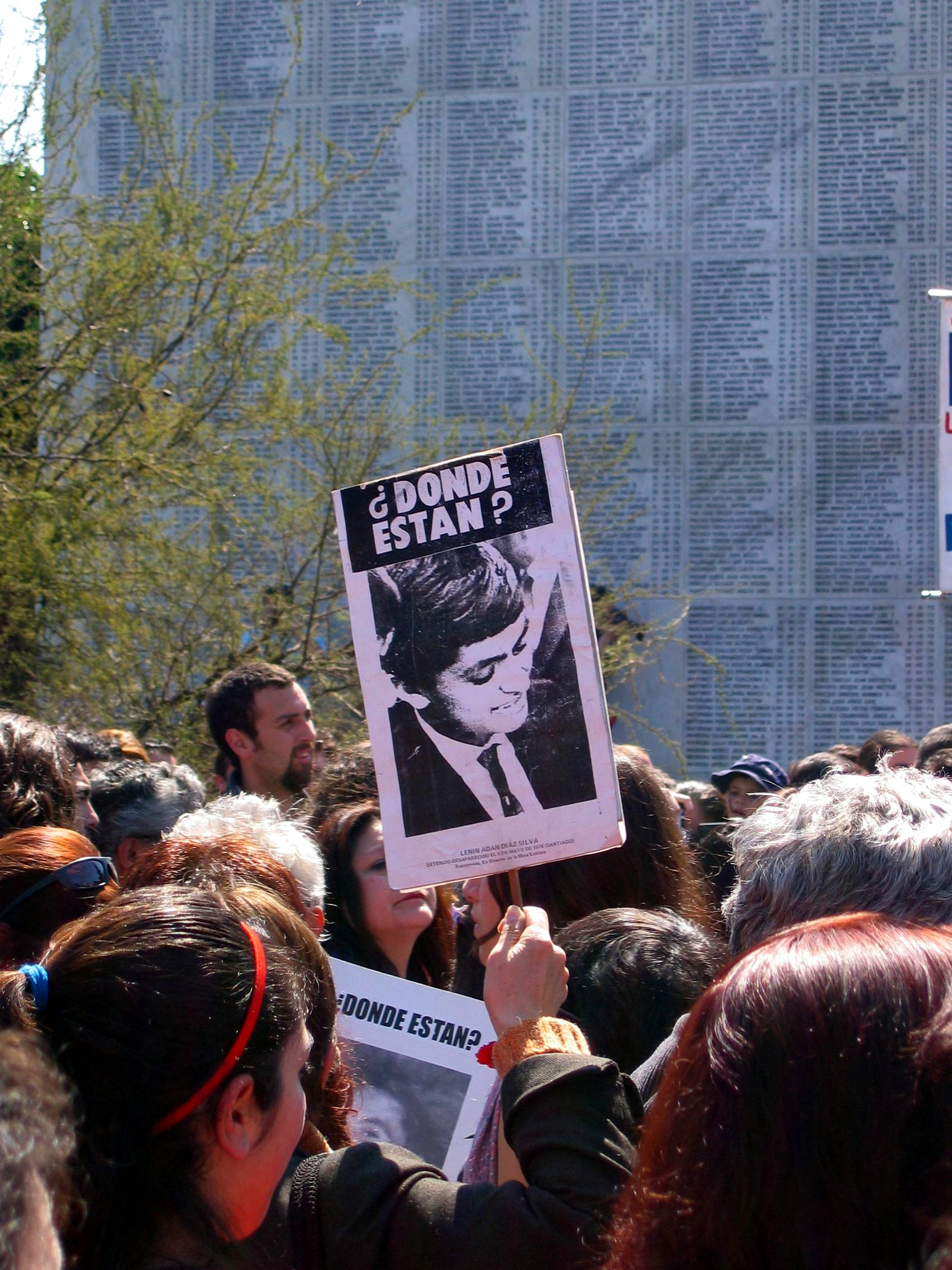
Conmemoración de los desaparecidos en Chile el 11 de septiembre de 2004, frente al monumento a los desaparecidos en el Cementerio General.

La desaparición masiva de personas implicó largos años de búsqueda y sufrimiento para sus familiares (motivando estados angustiosos graves al vivenciar largos duelos inconclusos). Esta situación llevó a los parientes a organizarse en demanda de información, justicia y la búsqueda de los cadáveres, mediante la elevación de recursos de habeas corpus a los tribunales. Por ejemplo, en Chile, actuó la Agrupación de Familiares de Detenidos Desaparecidos y la de Ejecutados Políticos; y en Argentina, la organización de Madres de Plaza de Mayo y la asociación de Madres de la Plaza de Mayo. 
Esta práctica ilegal obligó, con el paso de los años y la caída de las dictaduras que la realizaron, a la creación de instancias oficiales de esclarecimiento de estos crímenes (como la Comisión Nacional sobre la Desaparición de Personas en Argentina o la Comisión para la Paz en Uruguay) y de un nuevo tipo penal en muchos de los países afectados, donde hoy se castiga explícitamente la desaparición forzada de personas, además de tratados y convenciones internacionales de derechos humanos.

## Cultura popular
Muchas canciones y poemas se han compuesto reflejando el impacto social de este fenómeno:

Están en algún sitio / concertados / desconcertados / sordos

buscándose / buscándonos / bloqueados por los signos y las dudas

contemplando las verjas de las plazas / los timbres de las puertas / las viejas azoteas

ordenando sus sueños, sus olvidos / quizá convalecientes de su muerte privada.
Desaparecidos de Mario Benedetti.

Por detrás de mi voz / escucha, escucha / otra voz canta.

Viene de atrás, de lejos / viene de sepultadas / bocas, y canta.

Dicen que no están muertos / escúchalos, escucha / mientras se alza la voz / que los recuerda y canta.

Cantan conmigo, / conmigo cantan.
Otra voz canta de Daniel Viglietti y Circe Maia

¿Adónde van los desaparecidos? / Busca en el agua y en los matorrales.

¿Y por qué es que se desaparecen? / Porque no todos somos iguales.

¿Y cuándo vuelve el desaparecido? / Cada vez que los trae el pensamiento.

¿Cómo se le habla al desaparecido? / Con la emoción apretando por dentro.
Desapariciones de Rubén Blades

Ellas danzan con los desaparecidos / Ellas danzan con los muertos.

Ellas danzan con amores invisibles / Ellas danzan con silenciosa angustia.

Danzan con sus padres / Danzan con sus hijos.

Danzan con sus esposos / Ellas danzan solas / Danzan solas
They Dance Alone (Cueca Solo) de Sting

Midnight, our sons and daughters / Were cut down and taken from us.

Hear their heartbeat / We hear their heartbeat.

(A Medianoche, nuestros hijos e hijas / fueron reducidos y arrancados de nosotros

Escucha su palpitar / Nosotras escuchamos su palpitar)
Mothers of the Disappeared de U2

Los amigos del barrio pueden desaparecer

Los cantores de radio pueden desaparecer

Los que están en los diarios pueden desaparecer

La persona que amas puede desaparecer

Los que están en el aire pueden desaparecer en el aire

Los que están en la calle pueden desaparecer en la calle

Los amigos del barrio pueden desaparecer

Pero los dinosaurios van a desaparecer.
Los Dinosaurios, de Charly García

Jara sang, his song a weapon in the hands of love. / You know his blood still cries from the ground.

("Jara cantó, su canción es un arma en las manos del amor / Tu sabes que su sangre sigue llorando desde la tierra")
One tree hill de U2

Ya no puedo desaparecer sin una explicación

En el aire siempre quedara metralla al corazón

Ráfagas sin cesar, nada que perdonar

Perdonar...

Soy un detenido soy
  
Mi sueño no descansa
  
Desaparecido voy.
El Detenido, de Los Bunkers